# Greg Dyke
Pour les articles homonymes, voir Greg et Dyke.
Greg Dyke, né en 1947, est un journaliste et animateur de télévision britannique, a été directeur général de la BBC de 2000 à 2004. Il est actuellement président de Équipe d Angleterre.

## Biographie
Fils d'un agent d'assurances, Greg Dyke, est né en 1947 à Hayes dans le borough londonien de Hillingdon, à l'ouest de Londres. Après des débuts chez Marks & Spencer, il est ensuite reporter pour le journal Hillingdon Mirror, puis effectue la première partie de sa carrière chez des entreprises de médias concurrentes de la BBC, comme TV-AM, TVS, Pearson et Channel 5, une expérience commerciale qui a été mise en avant au moment de son recrutement au poste de directeur général de la BBC en 2000. 
Jugé proche du parti travailliste, il martèle à chaque occasion qu'il "veut davantage de journalistes, d'animateurs et d'auditeurs issus des minorités ethniques de Grande-Bretagne". Il a également innové en proposant de rendre disponibles les archives de la BBC sur Internet.
Il a été contraint à la démission après le "rapport Hutton ", très sévère pour la BBC, une enquête sur la mort de l'expert David Christopher Kelly, au moment de la décision controversée du gouvernement de Tony Blair de participer à guerre en Irak. Gavyn Davies, le président de la BBC, a aussi démissionné. La BBC été contrainte d'effectuer les excuses publiques exigées par Tony Blair mais Greg Dyke exprime des réserves sur ce rapport et déclare que "Lord Hutton semble indiquer qu'il n'est pas suffisant pour une chaîne ou un journal de rapporter ce qu'un dénonciateur ou quelqu'un comme le Dr Kelly disent. Vous devez prouver que c'est vrai. Cela pourrait changer la règle dans ce pays". Au même moment ses salariés se sont cotisés pour publier une lettre de soutien à Greg Dyke dans le Daily Telegraph. Il est devenu chancelier de l'Université d'York.
Depuis 2008, Greg Dyke est président du British Film Institute.